# کلیبر (بازیکن فوتبال)
کلیبر (به پرتغالی: Cléber Guedes de Lima) مدافع اهل برزیل است که در شهر برازیلیا و در تاریخ ۲۹ آوریل ۱۹۷۴ به دنیا آمده‌است.
کلیبر در تیم‌های فوتبال Portuguesa سابقهٔ حضور دارد.